# Harry Bernard (acteur)
Pour les articles homonymes, voir Harry Bernard et Bernard.
Harry Bernard (né le 13 janvier 1878 à San Francisco et mort le 4 novembre 1940 à Hollywood, Californie) est un acteur du cinéma américain .

## Filmographie
Source principale de la filmographie :
- 1915 Droppington's Devilish Deed de Dell Henderson (CM) :
- 1915 Crossed Love and Swords de Frank Griffin (CM) :
- 1915 Our Dare-Devil Chief de Charley Chase (CM) : The Mayor
- 1915 A Versatile Villain de Frank Griffith (CM) : Station master
- 1915 He Wouldn't Stay Down de Charley Chase (CM) : Cop
- 1915 A Hash House Fraud de Edwin Frazee (CM) :
- 1915 Dirty Work in a Laundry de Charley Chase (CM) : Laundry manager
- 1915 The Battle of Ambrose and Walrus de Walter Wright (CM) :
- 1915 Crooked to the End Edwin Frazee et Walter C. Reed (CM) :
- 1916 Bluff de Rae Berger (en)
- 1920 Cash Customers de Alfred J. Goulding (CM) :
- 1928 V'là la flotte (Two Tars) de James Parrott (CM) : le chauffeur de camion
- 1929 Vive la liberté (Liberty) de Leo McCarey (CM) : Worker at Sea Food dealer
- 1929 A Pair of Tights de Hal Yates (CM) : Kid's father (non crédité)
- 1929 Y a erreur! (Wrong Again) de Leo McCarey (CM) : le policier
- 1929 C'est ma femme (That's My Wife) de Lloyd French (CM) : le serveur (non crédité)
- 1929 Laurel et Hardy en wagon-lit (Berth Marks) de Lewis R. Foster (CM) : Train Passenger (non crédité)
- 1929 Leaping Love de Warren Doane (CM) : Burned Waiter (non crédité)
- 1929 La flotte est dans le lac (Men O'War) de Lewis R. Foster (CM) : le policier (non crédité)
- 1929 Joyeux pique-nique (Perfect Day) de James Parrott (CM) : le voisin sympathique
- 1929 Une saisie mouvementée (Bacon Grabbers) de Lewis R. Foster (CM) : le policier
- 1929 Un amour de chèvre (Angora Love) de Lewis R. Foster (CM) : un policier
- 1930 Noche de duendes de James Parrott : Train Passenger (non crédité)
- 1930 : Les Deux Cambrioleurs (Night Owls) de James Parrott (CM) : Policeman (non crédité)
- 1930 They Learned About Women de Jack Conway et Sam Wood : Baseball Spectator (non crédité)
- 1930 Le Chant du bandit  (The Rogue Song) de Lionel Barrymore : Guard
- 1930 Let's Go Native de Leo McCarey : Mover (non crédité)
- 1930 Pups Is Pups de Robert F. McGowan (CM) : Police Officer (non crédité)
- 1930 Too Hot to Handle de Lewis R. Foster (CM) :
- 1930 Knights Before Christmas de Lewis R. Foster (CM) :
- 1930 Drôles de locataires (Another Fine Mess) de James Parrott (CM) : Policeman (non crédité)
- 1931 La señorita de Chicago de James Parrott (CM) :
- 1931 The Itching Hour de Lewis R. Foster (CM) : Sheriff (non crédité)
- 1931 Thundering Tenors de James W. Horne (CM) : A Waiter (non crédité)
- 1931 High Gear de George Stevens (CM) : Horatio Daniels (non crédité)
- 1931 The Pip from Pittsburg de James Parrott (CM) : Cigar Stand Clerk (non crédité)
- 1931 Le Bon Filon (Laughing Gravy) (Laughing Gravy) de James W. Horne (CM) : Policeman (non crédité)
- 1931 Rough Seas de James Parrott (CM) : Officer on Deck (non crédité)
- 1931 Bargain Day de Robert F. McGowan (CM) : Sales clerk
- 1931 Spuk um Mitternacht de James Parrott (CM) : Man on Train (non crédité)
- 1931 One of the Smiths de James Parrott (CM) :
- 1931 The Panic Is On de James Parrott (CM) : Cop with Tootchache (non crédité)
- 1931 Sous les verrous (Pardon Us) de James Parrott : Desk Sergeant (non crédité)
- 1931 Call a Cop! de George Stevens (CM) : Captain Daniels
- 1931 Skip the Maloo! de James Parrott (CM) : (non crédité)
- 1931 Shiver My Timbers de Robert F. McGowan (CM) : Pirate
- 1931 Mama Loves Papa de George Stevens (CM) : Remington Culpepper
- 1931 Dogs Is Dogs de Robert F. McGowan (CM) : Officer (non crédité)
- 1931 The Kick-Off! de George Stevens (CM) : Coach Mulligan
- 1931 The Hasty Marriage de Gilbert Pratt (CM) : Painter On Streetcar (non crédité)
- 1932 Readin' and Writin' de Robert F. McGowan (CM) : The fruit vendor
- 1932 Love Pains de James W. Horne (CM) :
- 1932 Free Eats de Ray McCarey (CM) : Officer Flaherty
- 1932 The Knockout de Robert F. McGowan et Lloyd French (CM) : Fight Referee (non crédité)
- 1932 Stan boxeur (Any Old Port!) : de James W. Horne (CM) : Boxing Promoter (non crédité)
- 1932 Choo-Choo! de Robert F. McGowan (CM) : Pullman conductor
- 1932 In Walked Charley de Warren Doane (CM) : The Cop
- 1932 Too Many Women de Robert F. McGowan et Lloyd French (CM) : Baseball Coach
- 1932 The Pooch de Robert F. McGowan (CM) : Officer (non crédité)
- 1932 The Loud Mouth de Del Lord (CM) : World Series Fan (non crédité)
- 1932 Wild Babies de Robert F. McGowan et Lloyd French (CM) : Cannibal Chef (non crédité)
- 1932 Young Ironsides de James Parrott (CM) : Cop (non crédité)
- 1932 Free Wheeling de Robert F. McGowan (CM) : Roadside Worker
- 1932 Birthday Blues de Robert F. McGowan (CM) : Store proprietor
- 1932 Sneak Easily de Gus Meins (CM) : Courtroom Guard
- 1932 A Lad an' a Lamp de Robert F. McGowan (CM) : Officer/Store proprietor
- 1932 Mr. Bride de James Parrott (CM) : Photographer (non crédité)
- 1933 Bring 'Em Back a Wife de Del Lord (CM) : Driver (non crédité)
- 1933 The Singing Boxer de Leslie Pearce (CM) : Mr. O'Brien
- 1933 Fallen Arches de Gus Meins (CM) : The Sheriff (non crédité)
- 1933 Easy on the Eyes de George Marshall (CM) : Butler (non crédité)
- 1933 Maids a la Mode de Gus Meins (CM) : Cop (non crédité)
- 1933 Forgotten Babies de Robert F. McGowan (CM) : Officer
- 1933 Taxi Barons de Gus Meins (CM) : Cop (non crédité)
- 1933 The Bargain of the Century de Charley Chase (CM) : Lieutenant Finnegan (non crédité)
- 1933 The Kid from Borneo de Robert F. McGowan (CM) : Sideshow manager
- 1933 His Silent Racket (CM) : (non crédité)
- 1933 Fra Diavolo (The Devil's Brother) de Hal Roach et Charley Rogers : Bandit/Drunk (non crédité)
- 1933 Laurel et Hardy policiers (The Midnight Patrol) de Lloyd French (CM) : Jail Visitor (non crédité)
- 1933 Sherman Said It de Charley Chase (CM) : Captain (non crédité)
- 1933 Bedtime Worries (en) de Robert F. McGowan (CM) : The burglar
- 1933 Luncheon at Twelve de Charley Chase (CM) : Party Guest (non crédité)
- 1933 Les Compagnons de la nouba (Sons of the desert) de William A. Seiter : Bartender/Police Officer (non crédité)
- 1934 The Cracked Iceman de Eddie Dunn (en) (CM) :
- 1934 Poker party (Six of a Kind) de Leo McCarey : Eyeshade Man (non crédité)
- 1934 Hi'-Neighbor! (CM) de Gus Meins : Man watering lawn
- 1934 Maid in Hollywood de Gus Meins (CM) : Extra in Information Office (non crédité)
- 1934 Music in Your Hair de Charley Chase (CM) : Waiter with Beer (non crédité)
- 1934 Another Wild Idea de Charley Chase et Eddie Dunn (en) (CM) : Cop (non crédité)
- 1934 Three Chumps Ahead de Gus Meins  (CM) : Pool Hall Patron (non crédité)
- 1934 Notre pain quotidien (Our Daily Bread) de King Vidor : Chief (non crédité)
- 1934 Something Simple de Charley Chase et Walter Weems (CM) : Conventionaire
- 1934 You Said a Hatful! (CM) : Guttenberg, le vendeur de costume
- 1934 The Ballad of Paducah Jail de Nick Grinde et Hal Roach (CM) : Jailer (non crédité)
- 1934 Kentucky Kernels de George Stevens : Destitute Man (non crédité)
- 1934 Le Bateau hanté (The Live Ghost) de Charley Rogers (CM) : Bartender (non crédité)
- 1934 The Chases of Pimple Street de Charley Chase (CM) : Next Door Neighbor (non crédité)
- 1935 Okay Toots! de Charley Chase et William H. Terhune (CM) : Neighbor
- 1935 L'Extravagant Mr Ruggles (Ruggles of Red Gap) de Leo McCarey : Harry, le barman (non crédité)
- 1935 Poker at Eight de Charley Chase (CM) : Cop (non crédité)
- 1935 Southern Exposure de Charley Chase (CM) : (non crédité)
- 1935 Stolen Harmony de Alfred L. Werker : Peanut Vendor (non crédité)
- 1935 Sprucin' Up de Gus Meins (CM) : Officer Riley
- 1935 The Rainmakers (en) de Fred Guiol : Fireman (non crédité)
- 1935 Manhattan Monkey Business de Harold Law (CM) : Second Doorman (non crédité)
- 1935 Life Hesitates at 40 de Charley Chase et Harold Law (CM) : Soda Fountain Man (non crédité)
- 1935 Top Flat de Jack Jevne (en) et William H. Terhune (CM) : Policeman (non crédité)
- 1936 Soupe au lait (The Milky Way) de Leo McCarey : Cop (non crédité)
- 1936 La Bohémienne (The Bohemian Girl) de James W. Horne : Town Crier (non crédité)
- 1936 Will Power de Arthur Ripley (CM) : First Man Having Phone Conversation (non crédité)
- 1936 Silly Billies de Fred Guiol : Prospector (non crédité)
- 1936 Panic on the Air de D. Ross Lederman : Groundskeeper (non crédité)
- 1936 En vadrouille (On the Wrong Treck) de Harold Law (CM) : Hobo (non crédité)
- 1936 Neighborhood House de Charley Chase, Harold Law et Alan Hale (CM) : Irate Movie Patron (non crédité)
- 1936 Parole! de Lew Landers : Workman (non crédité)
- 1936 Blackmailer de Gordon Wiles : Gateman (non crédité)
- 1936 36 Hours to Kill d'Eugene Forde : Pullman Passenger (non crédité)
- 1936 Kelly the Second de Gus Meins : Andrews Man (non crédité)
- 1936 Sur les ailes de la danse (Swing Time) de George Stevens : Second Stagehand (non crédité)
- 1936 Mister Cinderella de Edward Sedgwick : Old Ford Driver (non crédité)
- 1936 Killer at Large, de David Selman : Sexton (non crédité)
- 1936 C'est donc ton frère (Our Relations) de Harry Lachman : First Police Officer (non crédité)
- 1936 General Spanky de Gordon Douglas et Fred C. Newmeyer : Bit (non crédité)
- 1936 Let's Make a Million de Ray McCarey : Frisby
- 1936 Counterfeit Lady de D. Ross Lederman : Harris (non crédité)
- 1937 The Devil's Playground d'Erle C. Kenton : Husband (non crédité)
- 1937 Borderland (en) de Nate Watt : El Rio Bartender (non crédité)
- 1937 Motor Madness de D. Ross Lederman : Proprietor of Hot Dog Stand (non crédité)
- 1937 Laurel et Hardy au Far-West (Way Out West) de James W. Horne : Man Eating at Bar (non crédité)
- 1937 I Promise to Pay de D. Ross Lederman : Henchman (non crédité)
- 1937 The Frame-Up de D. Ross Lederman : (non crédité)
- 1937 North of the Rio Grande de Nate Watt : Bartender Harry (non crédité)
- 1937 New Faces of 1937 de Leigh Jason : Bridge Guard (non crédité)
- 1937 It Can't Last Forever de Hamilton MacFadden : Stock Swindle Victim (non crédité)
- 1937 Carnival Queen (en) de Nate Watt : Advertising Man (non crédité)
- 1937 Life Begins with Love de Ray McCarey : Tramp (non crédité)
- 1937 Roll Along, Cowboy de Gus Meins : Ranch Foreman Shep
- 1937 Le Fantôme du cirque (The Shadow) de Charles C. Coleman : Joey - Night Watchman
- 1938 Goodbye Broadway de Ray McCarey : Asylum Guard (non crédité)
- 1938 Juvenile Court de D. Ross Lederman : Hick in Drug Store (non crédité)
- 1938 Pensionnat de jeunes filles (Girls' School) de John Brahm : Kelsey - Campus Guard (non crédité)
- 1938 Zorro l'homme-araignée (The Spider's Web) de James W. Horne et Ray Taylor : Watchman (non crédité)
- 1938 The Lady Objects d'Erle C. Kenton : Janitor (non crédité)
- 1938 La Femme aux cigarettes blondes (Trade Winds) de Tay Garnett : Sound Man (non crédité)
- 1939 Homicide Bureau de Charles C. Coleman : Joe (non crédité)
- 1939 Laissez-nous vivre (Let Us Live) de John Brahm : Auto Show Watchman (non crédité)
- 1939 Mandrake the Magician de Norman Deming et Sam Nelson : Construction Camp Watchman [Chs. 4, 7] (non crédité)
- 1939 Rattling Romeo de Del Lord (CM) : : Mailman
- 1939 Five Little Peppers and How They Grew de Charles Barton : Caretaker (non crédité)
- 1940 Les As d'Oxford (A chump at oxford) de Alfred J. Goulding : Policeman (non crédité)
- 1940 En croisière (Saps at Sea) de Gordon Douglas : Harbor Patrol Captain (non crédité)